# Милица Стоянова
Милица Стоянова (на македонска литературна норма: Милица Стојанова) е северномакедонска актриса.

## Биография
Родена е на 6 юни 1932 година в Крива паланка. След завършването на Средната театрална школа в Скопие, работи в радиодрамата в Скопие, а от 1953 до 1964 е в драматичния отдел на Македонския народен театър. От 1964 г. до пенсионирането си в Драматичен театър, Скопие. Носителка е на множество награди като „11 октомври“ за роля и за цялостно творчество, а след това и наградата на Скопие „13 ноември“, на Стериината награда на театралните игри в Нови Сад, както и на театралния фестивал „Войдан Чернодрински“. Два пъти е обявена за артистка на годината от страна на списание „Екран“ в Скопие.

## Филмография
- 1977: „Изправи се, Делфина“ (Второстепенна роля)
- 1980: „Оловна бригада“ (Второстепенна роля)
- 1982: „Южна пътека“ (Главна роля)
- 1986: „Честита нова '49“ (Главна роля)
- 1991: „Татуиране“ (Второстепенна роля)
- 1993: „Светло сиво / Птицата Урубу и девица“ (Главна роля)
- 1994: „Преди дъжда“ (Второстепенна роля)
- 1998: „Сбогом на 20-ия век“ (Второстепенна роля)
- 1999: „Време, живот“ (Второстепенна роля)
- 2001: „Прашина“ (Главна роља)
- 2002: „Наше маало“ (Главна роља)
- 2007: „Досие-К“ (Второстепенна роља)
- 2007: „Елегија за тебе“ (Второстепенна роља)
- 2014: „Деца на сонцето“ (Главна роља)
- 2015: „Три дена во септември“ (Главна роља)
- 2017: „Види ја ти неа“ (Главна роља)
- 2017: „Дали би ја погледнала“ (Главна роља)